# ジョン・フィッツウィリアム (第8代フィッツウィリアム子爵)
第8代フィッツウィリアム子爵ジョン・フィッツウィリアム（英語: John FitzWilliam, 8th Viscount FitzWilliam、1752年10月21日（洗礼日） – 1830年10月）は、アイルランド貴族。

## 生涯
第6代フィッツウィリアム子爵リチャード・フィッツウィリアムとキャサリン・デッカー（Catherine Decker、1786年3月8日没、初代準男爵マシュー・デッカーの娘）の息子として生まれ、1752年10月21日に洗礼を受けた。
1816年2月4日に兄リチャードが生涯未婚のまま死去すると、フィッツウィリアム子爵の爵位を継承した。
1830年10月にパリで死去、生涯未婚だったため弟トマスが爵位を継承した。